# Harald Christensen
Harald Refsgaard Christensen, född 1879 och död 1926, var en dansk lantbrukskemist och bakteriolog.
Christensen var lantbrukskandidat, filosofie doktor och blev senare hedersdoktor vid Königsbergs universitet. Han blev assistent vid Askovs Forsøgsstation 1903 och var föreståndare för Statens Forsøgsviksomhed 1905-09. Christensens viktigaste arbeten berör jordens reaktion och kalkbehov. Han utarbetade 1906-09 Azotobactermetoden och utgav ett stort antal avhandlingar i jordbrukskemi och bakteriologi.